# Celeus flavus
El carpintero amarillo, (en Venezuela y Colombia) (Celeus flavus), también denominado carpintero flavo (en Ecuador) o carpintero crema (en Perú), es una especie de ave piciforme de la familia Picidae. Es nativo del norte y este de América del Sur.

## Descripción
Mide unos 25 cm de longitud. Su cabeza y todo su cuerpo son amarillos excepto las alas y cola que son de color pardo. Los machos tienen anillos oculares oscuros y presentan una pequeña mancha roja en la mejilla. En la cabeza tiene un penacho de plumas que siempre está desplegado. Su pico también es amarillo pero sus patas son grisáceas.

## Distribución
Se encuentra en Bolivia, Brasil, Colombia, Ecuador, la Guayana francesa, Guyana, Perú, Surinam y Venezuela.

## Alimentación
El carpintero amarillo se alimenta principalmente de hormigas, aunque además puede comer otros insectos y algunos frutos.

## Taxonomía
Esta especie fue descrita científicamente por el zoólogo alemán Philipp Ludwig Statius Müller en 1776.
Se reconocen cuatro subespecies:
- Celeus flavus flavus (Muller, 1776) - en Colombia, Venezuela, las Guyanas, Ecuador, oeste de Brasil y Bolivia.
- Celeus flavus peruvianus (Cory, 1919) - en el este de Perú.
- Celeus flavus subflavus (Sclater y Salvin, 1877) - noreste de Brasil.
- Celeus flavus tectricialis (Hellmayr, 1922) - este y sur de Brasil.